# Kirsten van de Ven
Kirsten van de Ven (Heesch, 11 de maig de 1985) és una antiga migcampista atacant internacional amb els Països Baixos. Va ser subcampiona de la Lliga de Campions amb el Tyresö, i va marcar el primer gol de la selecció neerlandesa a una fase final, a la Eurocopa 2009, on van arribar a semifinals. Al Mundial 2015 va marcar 2 gols.

## Trajectòria
- HVCH
- Quinnipiac Bobcats (2004)
- Florida State Seminoles (2005 - 2007)
- Willem II (08/09)
- Tyresö FF (2010 - 2014)
- FC Rosengard (2014 - 2015)
- FC Twente (2016)